# Anna Sipos
Anna Sipos [ˈɒnːɒ ʃipoʃ] (* 3. April 1908 in Szeged; † 1. Januar 1988 in Budapest) war eine ungarische Tischtennisspielerin. Sie war zweimal Weltmeisterin im Einzel.
Zusammen mit Mária Mednyánszky dominierte Anna Sipos zwischen 1926 und 1933 sowohl national als auch international bei den Damen. 1929 bis 1931 musste Sipos sich bei der WM noch mit dem 2. oder 3. Platz hinter Mednyánszky begnügen, aber 1932 erfolgte die Wachablösung: Sipos gewann die Einzelweltmeisterschaft, Mednyánszky belegte den 2. Platz. Diese Reihenfolge wiederholte sich auch bei der nächsten WM 1933.
Das gleiche Bild ergab sich bei den nationalen ungarischen Meisterschaften: Von 1926 bis 1935 gewann entweder Sipos (4-mal) oder Mednyánszky (6-mal) den Titel.
Insgesamt errang Sipos bei den Weltmeisterschaften 21 Medaillen, davon 11 Goldmedaillen.
Bis 1932 hielt Sipos – als erste Frau – den Schläger in Penholder-Haltung, nach der WM 1932 wechselte sie zum – in der westlichen Welt normalen – Shakehand-Stil. Manche Kritiker sagen, dass dadurch ihr Spiel deutlich stärker wurde.

## Erfolge
- Weltmeisterschaften
  - 1929 in Budapest: 3. Platz Einzel, 3. Platz Doppel mit Mária Mednyánszky, 1. Platz Mixed mit István Kelen
  - 1930 in Berlin: 2. Platz Einzel, 1. Platz Doppel mit Mária Mednyánszky, 2. Platz Mixed mit István Kelen
  - 1931 in Budapest: 3. Platz Einzel, 1. Platz Doppel mit Mária Mednyánszky, 2. Platz Mixed mit Victor Barna
  - 1932 in Prag: 1. Platz Einzel, 1. Platz Doppel mit Mária Mednyánszky, 1. Platz Mixed mit Victor Barna
  - 1933 in Baden: 1. Platz Einzel, 1. Platz Doppel mit Mária Mednyánszky, 3. Platz Mixed mit Victor Barna
  - 1934 in Paris: 1. Platz Doppel mit Mária Mednyánszky, 2. Platz Mixed mit Victor Barna, 2. Platz mit der Mannschaft
  - 1935 in London: 1. Platz Doppel mit Mária Mednyánszky, 1. Platz Mixed mit Victor Barna, 2. Platz mit der Mannschaft

- Ungarische Meisterschaften
  - 1926 – 1. Platz Einzel
  - 1927 – 1. Platz Einzel, 1. Platz Mixed mit László Bellák
  - 1929 – 1. Platz Doppel mit Mária Mednyánszky
  - 1930 – 1. Platz Doppel mit Mária Mednyánszky, 1. Platz Mixed mit Victor Barna
  - 1931 – 1. Platz Einzel, 1. Platz Doppel mit Magda Gál, 1. Platz Mixed mit Victor Barna
  - 1932 – 1. Platz Doppel mit Mária Mednyánszky, 1. Platz Mixed mit Victor Barna
  - 1933 – 1. Platz Doppel mit Mária Mednyánszky
  - 1935 – 1. Platz Einzel, 1. Platz Doppel mit Magda Gál, 1. Platz Mixed mit Miklós Szabados
  - 1939 – 1. Platz Einzel, 1. Platz Doppel mit Mária Mednyánszky, 1. Platz Mixed mit Jenő Schmiedl
  - 1940 – 1. Platz Doppel mit Gizella Farkas

## Turnierergebnisse
| Verband | Veranstaltung     | Jahr | Ort      | Land | Einzel        | Doppel        | Mixed         | Team |
| ------- | ----------------- | ---- | -------- | ---- | ------------- | ------------- | ------------- | ---- |
| HUN     | Weltmeisterschaft | 1950 | Budapest | HUN  | letzte 64     | letzte 16     | keine Teiln.  |      |
| HUN     | Weltmeisterschaft | 1938 | Wembley  | ENG  | Viertelfinale | Viertelfinale | Viertelfinale | 4    |
| HUN     | Weltmeisterschaft | 1937 | Baden    | AUT  | letzte 16     | letzte 16     | letzte 16     | 8    |
| HUN     | Weltmeisterschaft | 1935 | Wembley  | ENG  | letzte 32     | Gold          | Gold          | 2    |
| HUN     | Weltmeisterschaft | 1934 | Paris    | FRA  | Viertelfinale | Gold          | Silber        | 2    |
| HUN     | Weltmeisterschaft | 1933 | Baden    | AUT  | Gold          | Gold          | Halbfinale    |      |
| HUN     | Weltmeisterschaft | 1932 | Prag     | TCH  | Gold          | Gold          | Gold          |      |
| HUN     | Weltmeisterschaft | 1931 | Budapest | HUN  | Halbfinale    | Gold          | Silber        |      |
| HUN     | Weltmeisterschaft | 1930 | Berlin   | FRG  | Silber        | Gold          | Silber        |      |
| HUN     | Weltmeisterschaft | 1929 | Budapest | HUN  | Halbfinale    | Halbfinale    | Gold          |      |